# تجارب آش للامتثال
في علم النفس، كانت تجارب آش للامتثال أو نموذج آش عبارة عن سلسلة من الدراسات التي قام بها سلومون آش، التي درست ما إذا كان الأفراد سيمتثلون للأغلبية أو يتحدوها، ونتائج هذه التأثيرات على المعتقدات والآراء.
وضعت المنهجية في الخمسينيات من القرن العشرين، ولا تزال مستخدمة من قبل العديد من الباحثين حتى يومنا هذا. تشمل التطبيقات دراسة آثار الامتثال لكل من العمر، الجنس، والثقافة.

## تجرِبة الامتثال الأولية

### الطريقة
في عام 1951، أجرى سلومون آش أول تجارب امتثال في مختبر بكلية سوارثمور، ووضع الأساس لدراسات الامتثال التالية. تم نشر التجربة في مناسبتين.
شاركت مجموعات من ثمانية طلاب جامعيين في مهمة «إدراكية» بسيطة. في الواقع، كان جميع المشاركين باستثناء واحد منهم ممثلين، وكان التركيز الحقيقي للدراسة في كيفية رد المشارك الحقيقي الوحيد على سلوك الممثلين.

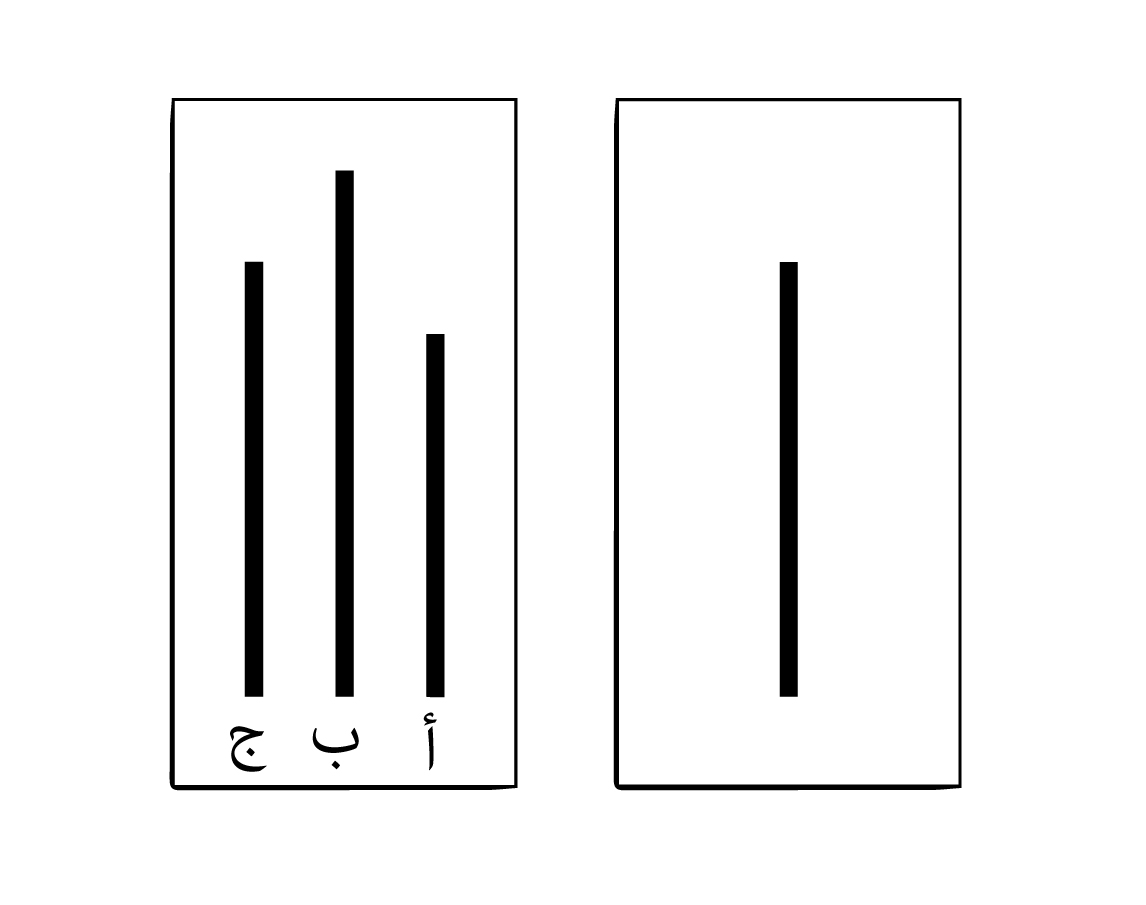
بطاقتان تستخدمان في التجربة. البطاقة التي على اليمين بها الخط المرجعي بينما البطاقة على اليسار بها الثلاثة خطوط المستخدمة للمقارنة.

عرف الممثلون الهدف الحقيقي للتجربة، لكنهم عُرفوا للمشارك الحقيقي على أنهم مشاركون آخرون. شاهد كل طالب بطاقة بها خط، متبوعة بأخرى تحتوي على ثلاثة خطوط تحمل الاسم (أ)و (ب) و (ج) (انظر الشكل المصاحب). كان أحد هذه الخطوط هو نفسه الموجود في البطاقة الأولى، ومن الواضح أن الخطين الآخرين كانا أطول أو أقصر (أي كان من المتوقع أن يكون معدل الإجابة الصحيحة 100٪). ثم طُلب من كل مشارك أن يقول بصوت عالٍ أي سطر يطابق طول نظيره على البطاقة الأولى. قبل التجربة، تم إعطاء جميع الممثلين تعليمات مفصلة حول كيفية استجابتهم على كل تجرِبة (عرض بطاقة). طلب منهم أن يعطوا الإجابة الصحيحة في بعض الحالات وإجابة خاطئة في حالات أخرى. تم جعل المجموعة جالسة بحيث يكون المشارك الحقيقي هو الأخير في ترتيب الرد دائمًا.
أكمل المشاركون 18 تجرِبة. في أول تجربتين، أعطى كل من المشارك الحقيقي والممثلون الإجابة الصحيحة. في التجربة الثالثة، قام جميع الممثلين بإعطاء نفس الإجابة الخاطئة. وتكررت هذه الإجابة الخاطئة في 11 تجرِبة من التجارب الـ 15 المتبقية. كان الهدف الرئيس من الدراسة هو دراسة سلوك المشارك الحقيقي في «التجارِب الحرجة» الـ 12 الأخيرة: اختبار عدد المشاركين الحقيقيين الذين سيغيرون إجابتهم لتتوافق مع تلك الخاصة بالممثلين، مع أنّ كونها خاطئة. وأجريت مقابلات مع المشاركين الحقيقيين بعد الدراسة وشملت المقابلات تعريفهم بالغرض الحقيقي من الدراسة. هذه المقابلات التي أجريت بعد الاختبار سلطت ضوءًا مهمًا على الدراسة: أولًا، لأنها كشفت أن المشاركين الحقيقيين كانوا في كثير من الأحيان «فقط يسايرون البقية ويمتثلون لهم». وثانيًا، لأنها كشفت لآش عن وجود اختلافات فردية كبيرة.
كان لدى تجرِبة آش أيضًا حالة أُختبر فيها المشاركين وحدهم مع من يختبرهم فقط في الغرفة.

### النتائج
في الحالة التي تم فيها اختبار المشاركين وحدهم (مع عدم وجود ضغط للامتثال للممثلين)، كان معدل الخطأ أقل من 1٪.
في حالة وجود الممثلين أيضًا، بقيت غالبية ردود المشاركين صحيحة (63.2٪)، لكن أقلية كبيرة من الردود كانت متوافقة مع إجابة الممثلين (غير الصحيحة) (36.8٪). كشفت الردود عن اختلافات فردية قوية: 5% فقط من المشاركين كانوا دائمًا يتأثرون بإجابة الممثلين. 25% من العينة تحدوا باستمرار رأي الأغلبية، بينما اتفقت النسبة الباقية مع الممثلين في بعض التجارب واختلفت في البعض الآخر. كشف فحص لجميع التجارب الحرجة في المجموعة التجريبية أن ثلث الردود كانت غير صحيحة. وغالبًا ما تطابقت هذه الاستجابات غير الصحيحة مع الاستجابة غير الصحيحة لمجموعة الأغلبية (أي الممثلين). وبشكل عام، أعطى 75٪ من المشاركين إجابة واحدة غير صحيحة على الأقل من أصل 12 تجرِبة حرجة.

#### ردود المقابلة
كشفت ردود المشاركين في المقابلات عن مزيج معقد من الفروق الفردية في ردة الفعل تجاه الموقف التجريبي، مع ردود فعل مميزة مرتبطة بعوامل مثل الثقة والشك في الذات والرغبة في أن يكون الفرد معياريًا.
اشتمل تقرير آش على مقابلتين مع مشارك ظل «مستقلاً» ومشارك آخر «امتثل للأغلبية». قدم كل منهما شهادة وصفية عقب الكشف له عن الطبيعة الحقيقية للتجربة. قال المشارك «المستقل» أنه كان يشعر بالسعادة والراحة وأضاف: «أنا لا أنكر أنه في بعض الأحيان كان لدي شعور: سأساير البقية وأتفق معهم» (صفحة 182) على الجانب الآخر، أحد المشاركين «الممتثلين للأغلبية» (الذي امتثل في 11 من 12 تجرِبة حرجة) قال: «لقد شككت في الوسط - لكنني حاولت أن أخرج ذلك من ذهني». (صفحة 182) يشير آش إلى أنه رغم أن المشارك «الممتثل» كانت لديه شكوك، إلا أنه لم يكن واثقًا بما يكفي لمعارضة الأغلبية.

#### مواقف المستجيبين المستقلين
كان رد فعل الأشخاص الذين لم يتفقوا مع الأغلبية إما «بالثقة»: لقد واجهوا تعارضًا بين فكرتهم عن الإجابة الواضحة وبين الإجابة غير الصحيحة للمجموعة، ولكن تمسكوا بإجابتهم الخاصة. أبدى بعض المشاركين أيضًا «شك»، حيث قاموا بالرد وفقًا لتصورهم، ومع أنهم شككوا في حكمهم الخاص لكن ذلك لم يمنعهم من اختيار الرد (الصحيح)، معربين عن هذا التصرف باعتباره حاجة إلى التصرف كما طُلب منهم في المهمة.

#### مواقف المستجيبين الممتثلين في تجربة واحدة أو أكثر
أفاد المشاركون الذين امتثلوا للأغلبية فيما لا يقل عن 50٪ من التجارب أنهم تفاعلوا مع ما أطلق عليه آش «تشويه الإدراك». أعرب هؤلاء المشاركون، الذين شكلوا أقلية مميزة (12 مشاركًا)، عن أنهم اعتقدوا بأن إجابات الممثلين كانت صحيحة، ويبدو أنهم لم يكونوا على علم بأن الغالبية كانت تقدم إجابات غير صحيحة.

## التفسيرات

### التأثير المعياري مقابل تأثير المعلومات المرجعية
غالبًا ما يتم اعتبار تجارب آش للامتثال دليلا على قوة الامتثال والتأثير الاجتماعي المعياري، حيث التأثير المعياري هو الاستعداد للتوافق والامتثال علنًا لتحقيق المكافأة الاجتماعية وتجنب العقوبة الاجتماعية. من هذا المنظور، يُنظر إلى النتائج على أنها مثال صارخ على تأييد الجمهور لإجابة المجموعة مع أنّ معرفتهم التامة بأنهم يؤيدون إجابة غير صحيحة. 
في المقابل، يجادل جون تيرنر وزملاؤه بأن تفسير تجارِب آش للامتثال باعتبارها تأثيرًا معياريًا لا يتوافق مع البيانات. يشيرون إلى أن المقابلات التي أجريت بعد التجربة كشفت أن المشاركين عانوا من عدم اليقين بشأن حكمهم خلال التجارب. على الرغم من أن الإجابة الصحيحة بدت واضحة للباحثين، إلا أن ذلك لم يكن بالضرورة واضحًا بالنسبة للمشاركين. فضلًا على ذلك، أظهرت البحوث اللاحقة أنماطًا مماثلة من الامتثال مع أنّ المشاركين كانوا مجهولي الهُوِيَّة وبذلك لا يخضعون للعقاب الاجتماعي أو المكافأة على أساس ردودهم. من هذا المنظور، يُنظر إلى تجارِب آش للامتثال كدليل لنظرية تصنيف الذات (والمعروفة باسم نظرية التأثير المعلوماتي المرجعي). ومن هذا المنظور، يُعد الامتثال المُلاحَظ مثالًا على عمليات نزع الشخصية، حيث يتوقع الناس أن يكون لهم نفس الآراء مثل الآخرين في المجموعة الخاصة بهم وغالبًا ما يتبنون تلك الآراء.

### نظرية المقارنة الاجتماعية
يمثل الامتثال الموضح في تجارب آش مشكلة بالنسبة لنظرية المقارنة الاجتماعية. تقترح نظرية المقارنة الاجتماعية أنه عند السعي إلى التحقق من صحة الآراء والقدرات، سينتقل الناس أولاً إلى الملاحظة المباشرة. إذا كانت الملاحظة المباشرة غير فعالة أو غير متوفرة، فسوف يلجأ الناس بعد ذلك إلى الآخرين للمقارنة للتحقق من الصحة. بمعنى آخر، تتوقع نظرية المقارنة الاجتماعية أن اختبار الواقع الاجتماعي سوف ينشأ عندما يؤدي اختبار الواقع المادي إلى عدم اليقين. تُظهر تجارب آش للامتثال أن عدم اليقين قد ينشأ كنتيجة لاختبار الواقع الاجتماعي. على نطاق أوسع، تم استخدام هذا التناقض لدعم الموقف القائل بأن التمييز النظري بين اختبار الواقع الاجتماعي واختبار الواقع المادي لا يمكن الدفاع عنه.

## التمثيل الانتقائي في الكتب ووسائل الإعلام
أكد تقرير آش لعام 1956 على هيمنة الاستقلال على الامتثال بقوله «الحقائق التي تم الحكم عليها، في ظل هذه الظروف، هي الأكثر حسمًا».  ومع ذلك، فقد توصلت دراسة استقصائية أجريت عام 1990 على كتب علم النفس الاجتماعي بالولايات المتحدة إلى أن معظمهم تجاهلوا الاستقلال، وبدلاً من ذلك كتبوا ملخصًا مضللًا للنتائج على أنها تعكس امتثالًا في السلوك والاعتقاد.
لم يجد استطلاع آخر عام 2015 أي تغيير على ما سبق، حيث ذكر كتاب واحد فقط من أصل 20 أن معظم ردود المشاركين تحدت رأي الأغلبية. لم يذكر أي كتاب أن 95٪ من المشاركين قد تحدوا رأي الأغلبية مرة واحدة على الأقل. لم يشر تسعة عشر كتابًا من بين 20 كتابًا إلى بيانات مقابلة آش التي قال فيها كثير من المشاركين أنهم كانوا على يقين من أن الممثلين كانوا مخطئين. تم اقتراح أن هذا التصوير لدراسات آش هدفه التلاؤم مع روايات علم النفس الاجتماعي عن المواقف والطاعة والامتثال، لدرجة إهمال الاعتراف بعصيان الأوامر غير الأخلاقية (مثل العِصْيَان الذي أظهره المشاركون في دراسات ميلغرام)، والرغبة في معاملة عادلة (مثل مقاومة الطغيان الذي أظهره العديد من المشاركين في اختبار سجن ستانفورد) وتقرير المصير.

## استشهادات
1. 1 2 3 4  Asch, S.E. (1951). Effects of group pressure on the modification and distortion of judgments. In H. Guetzkow (Ed.), Groups, leadership and men(pp. 177–190). Pittsburgh, PA:Carnegie Press.
2. ↑  Asch, S.E. (1952b). "Social psychology". Englewood Cliffs, NJ:Prentice Hall.
3. ↑  Asch، S.E. (1955). "Opinions and social pressure". Scientific American. ج. 193 ع. 5: 31–35. DOI:10.1038/scientificamerican1155-31. مؤرشف من الأصل في 2022-03-12.
4. 1 2  Asch، S.E. (1956). "Studies of independence and conformity. A minority of one against a unanimous majority". Psychological Monographs. ج. 70 ع. 9: 1–70. DOI:10.1037/h0093718. مؤرشف من الأصل في 2015-08-29.
5. ↑  Pasupathi، M (1999). "Age differed in response to conformity pressure for emotional and nonemotional material". Psychology and Aging. ج. 14 ع. 1: 170–74. DOI:10.1037/0882-7974.14.1.170. PMID:10224640.
6. ↑  Cooper، H.M. (1979). "Statistically combined independent studies: A meta-analysis of sex differed in conformity research". Journal of Personality and Social Psychology. ج. 37: 131–146. DOI:10.1037/0022-3514.37.1.131.
7. ↑  Eagly، A.H. (1978). "Sex differed in influenceability". Psychological Bulletin. ج. 85: 86–116. DOI:10.1037/0033-2909.85.1.86.
8. ↑  Eagly، A.H.؛ Carli، L. (1981). "Sex of researchers and sex-typed communications as determinants of sex differed in influenceability: A meta-analysis of social influence studies". Psychological Bulletin. ج. 90 ع. 1: 1–20. DOI:10.1037/0033-2909.90.1.1.
9. 1 2  Bond، R.؛ Smith، P.B. (1996). "Culture and conformity: A meta-analysis of studies using Asch's (1952b, 1956) line judgement task" (PDF). Psychological Bulletin. ج. 119 ع. 1: 111–137. DOI:10.1037/0033-2909.119.1.111. مؤرشف من الأصل (PDF) في 2015-09-24. اطلع عليه بتاريخ 2012-11-19.
10. ↑  Milgram، S (1961). "Nationality and conformity". Scientific American. ج. 205 ع. 6: 6. DOI:10.1038/scientificamerican1261-45. مؤرشف من الأصل في 2013-09-29.
11. ↑  Asch, S. E. (1952a). Effects of group pressure on the modification and distortion of judgments. In G. E. Swanson, T. M. Newcomb & E. L. Hartley (Eds.), Readings in social psychology (2nd ed., pp. 2–11). New York: Holt.
12. 1 2 3 4  Turner، J.C. (1985). "Social categorization and the self-concept: A social cognitive theory of group behavior". Advances in Group Processes: Theory and Research. Greenwich, CT. ج. 2: 77–122.
13. 1 2 3 4 5  Turner, J. C., Hogg, M. A., Oakes, P. J., Reicher, S. D. & Wetherell, M. S. (1987). Rediscovering the social group: A self-categorization theory. Oxford: Blackwell
14. 1 2 3 4  Turner, J. C. (1991). Social influence. Milton Keynes: Open University Press.
15. ↑  Deutsch، M.؛ Harold، G. (1955). "A study of normative and informational social influences upon individual judgement". Journal of Abnormal and Social Psychology. ج. 51 ع. 3: 629–636. DOI:10.1037/h0046408. PMID:13286010.
16. ↑  Aronson، T. D.؛ Wilson، R. M.؛ Akert، E. (2010). Social Psychology (ط. 7). Pearson.
17. ↑  Anderson، C.A. (2010). Social Psychology. Wiley.
18. ↑  Hogg، M. A.؛ Turner، J. C. (1987). Doise، W.؛ Moscivici، S. (المحررون). "Social identity and conformity: A theory of referent informational influence". Current Issues in European Social Psychology. Cambridge. ج. 2: 139–182.
19. ↑  Turner، J.C. (1982). "Toward a cognitive redefinition of the social group". Social Identity and Intergroup Relations. Cambridge, UK: 15–40.
20. ↑  Haslam, A. S.  [لغات أخرى]‏ (2001). Psychology in Organizations. London, SAGE Publications.
21. ↑  Haslam، S. Alexander؛ Reicher، Stephen D.؛ Platow، Michael J. (2011). The new psychology of leadership: Identity, influence and power. New York, NY: Psychology Press. ISBN:978-1-84169-610-2.
22. ↑  Turner، John؛ Oakes، Penny (1986). "The significance of the social identity concept for social psychology with reference to individualism, interactionism and social influence". British Journal of Social Psychology. ج. 25 ع. 3: 237–252. DOI:10.1111/j.2044-8309.1986.tb00732.x.
23. ↑  Festinger، L (1954). "A theory of social comparison processes". Human Relations. ج. 7 ع. 2: 117–140. DOI:10.1177/001872675400700202. مؤرشف من الأصل في 2022-02-05.
24. ↑  Turner، J. C.؛ Oakes، P. J. (1997). McGarty، C.؛ Haslam، S. A. (المحررون). "The socially structured mind". The Message of Social Psychology. Cambridge, MA: 355–373.
25. ↑  Turner، J. C. (2005). "Explaining the nature of power: A three-process theory". European Journal of Social Psychology. ج. 35: 1–22. DOI:10.1002/ejsp.244.
26. ↑  Friend، R.؛ Rafferty، Y.؛ Bramel، D. (1990). "A puzzling misinterpretation of the Asch 'conformity' study". European Journal of Social Psychology. ج. 20: 29–44. DOI:10.1002/ejsp.2420200104.
27. 1 2  Griggs، R. A. (2015). "The Disappearance of Independence in Textbook Coverage of Asch's Social Pressure Experiments". Teaching of Psychology. ج. 42 ع. 2: 137–142. DOI:10.1177/0098628315569939.